# (614) Pia
(614) Pia ist ein Asteroid des Hauptgürtels.
Der Asteroid wurde möglicherweise nach der Pia-Sternwarte in Triest, dem privaten Observatorium des deutschen Astronomen und Mondforschers Johann Nepomuk Krieger, benannt.